# Список прем'єр-міністрів Нової Зеландії
Нижче наведено перелік очільників (колоніальних секретарів, прем'єрів та прем'єр-міністрів) Нової Зеландії. Цей посадовець є головою уряду країни.

## Перелік очільників

### Колоніальні секретарі (1856—1869)
- 7 -20 травня 1856 — Генрі Севелл
- 20 травня — 2 червня 1856 — Вільям Фокс
- 2 червня 1856 — 12 липня 1861 — Едвард Стаффорд
- 12 липня 1861 — 6 серпня 1862 — Вільям Фокс (2-ий раз)
- 6 серпня 1862 — 30 жовтня 1863 — Альфред Дометт
- 30 жовтня 1863 — 24 листопада 1864 — Фредерік Вітакер
- 24 листопада 1864 — 16 жовтня 1865 — Фредерік Алоїзіус Велд
- 16 жовтня 1865 — 28 червня 1869 — Едвард Стаффорд

### Прем'єри (1869—1907)
- 28 червня 1869 — 10 вересня 1872 — Вільям Фокс(3-ий раз)
- 10 вересня — 11 жовтня 1872 — Едвард Стаффорд (3-ий раз)
- 11 жовтня 1872 — 3 березня 1873 — Джозеф Ватергауз
- 3 березня — 8 квітня 1873 — Вільям Фокс (4-ий раз)
- 8 квітня 1873 — 6 липня 1875 — Джуліус Фогель
- 6 липня 1875 — 15 лютого 1876 — Деніел Поллен
- 15 лютого — 1 вересня 1876 — Джуліус Фогель (2-ий раз)
- 1 вересня 1876 — 13 жовтня 1877 — Гаррі Аткінсон
- 13 жовтня 1877 — 8 жовтня 1879 — Джозеф Грей
- 8 жовтня 1879 — 21 квітня 1882 — Деніел Голл
- 21 квітня 1882 — 25 вересня 1883 — Фредерік Вітакер (2-ий раз)
- 25 вересня 1883- 16 серпня 1884 — Гаррі Аткінсон (2-ий раз)
- 16-28 серпня 1884 — Роберт Стаут[en]
- 28 серпня — 3 вересня 1884 — Гаррі Аткінсон (3-ий раз)
- 3 вересня 1884 — 8 жовтня 1887 — Роберт Стаут (2-ий раз)
- 8 жовтня 1887 — 24 січня 1891 — Гаррі Аткінсон (3-ий раз)
- 24 січня 1891 — 27 квітня 1893 — Джон Белланс
- 1 травня 1893 — 10 червня 1906 — Річард Седдон
- 21 червня — 6 серпня 1906 — Вільям Голл-Джоунс

### Прем'єр-міністри (1907— донині)
- 6 серпня 1906 — 12 березня 1912 — Джозеф Ворд
- 28 березня — 10 липня 1912 — Томас Маккензі
- 10 липня 1912 — 10 травня 1925 — Вільям Массі
- 14 — 30 травня 1925 — Френсіс Белл
- 30 травня 1925 — 10 грудня 1928 — Джозеф Коутс
- 10 грудня 1928 — 28 травня 1930 — Джозеф Ворд (2-ий раз)
- 28 травня 1930 — 6 грудня 1935 — Джозеф Форбс
- 6 грудня 1935 — 27 березня 1940 — Майкл Сейвдж
- 1 квітня 1940 — 13 грудня 1949 — Пітер Фрейзер
- 13 грудня 1949 — 20 вересня 1957 — Сідні Голленд
- 20 вересня — 12 грудня 1957 — Кіт Голіок
- 12 грудня 1957 — 12 грудня 1960 — Волтер Неш
- 12 грудня 1960 — 7 лютого 1972 — Кіт Голіок (2-ий раз)
- 7 лютого — 8 грудня 1972 — Джон Маршалл
- 8 грудня 1972 — 31 серпня 1974 — Норман Кірк
- 31 серпня — 6 вересня 1974 — Г'ю Ватт
- 6 вересня 1974 — 12 грудня 1975 — Воллес Роулінг
- 12 грудня 1975 — 26 липня 1984 — Роберт Малдун
- 26 липня 1984 — 8 серпня 1989 — Девід Лонгі
- 8 серпня 1989 — 4 вересня 1990 — Джеффрі Палмер
- 4 вересня — 2 листопада 1990 — Майкл Мур
- 2 листопада 1990 — 8 грудня 1997 — Джим Болджер
- 8 грудня 1997 — 5 грудня 1999 — Дженні Шіплі
- 5 грудня 1999 — 19 листопада 2008 — Гелен Кларк
- 19 листопада 2008 — 12 грудня 2016 — Джон Кі
- 12 грудня 2016 — 26 жовтня 2017 — Білл Інгліш
- 26 жовтня 2017 — 25 січня 2023 — Джасінда Ардерн
- з 25 січня 2023 — 27 листопада 2023 — Кріс Гіпкінс